# Адольф Фридрих VI Мекленбургский
Адольф Фридрих VI (полное имя Адольф Фридрих Георг Эрнст Альберт Эдуард; нем. Adolf Friedrich VI. von Mecklenburg-Strelitz; 17 июня 1882, Нойштрелиц — 24 февраля 1918, там же) — великий герцог Мекленбург-Стрелица в 1914—1918 годах.

## Биография
Адольф Фридрих — третий ребёнок и старший сын в семье великого герцога Адольфа Фридриха V и его супруги Елизаветы Ангальт-Дессауской. Он окончил школу в Дрездене, изучал юриспруденцию в Мюнхене и служил в прусской армии в Потсдаме в звании генерал-майора. После смерти деда Фридриха Вильгельма 30 мая 1904 года носил титул наследного великого герцога Мекленбурга. После смерти отца 11 июня 1914 года накануне Первой мировой войны Адольф Фридрих стал великим герцогом.
Адольф Фридрих считался одним из самых богатых женихов своего времени и, ещё будучи наследником престола, якобы обещал жениться на знаменитой в то время оперной певице Мафальде Сальватини (1888—1971). Очень близкие отношения в последние годы Адольфа Фридриха приписывались также Дейзи фон Плесс и некой берлинской светской львице по фамилии Хёльригль, надеявшейся выйти за него замуж. Недавно были опубликованы документы, согласно которым Адольф Фридрих, ещё будучи наследным великим герцогом, имел гомосексуальные связи и в связи с этим мог подвергаться шантажу. Остаётся догадываться, что в действительности привело к ранней смерти великого герцога.

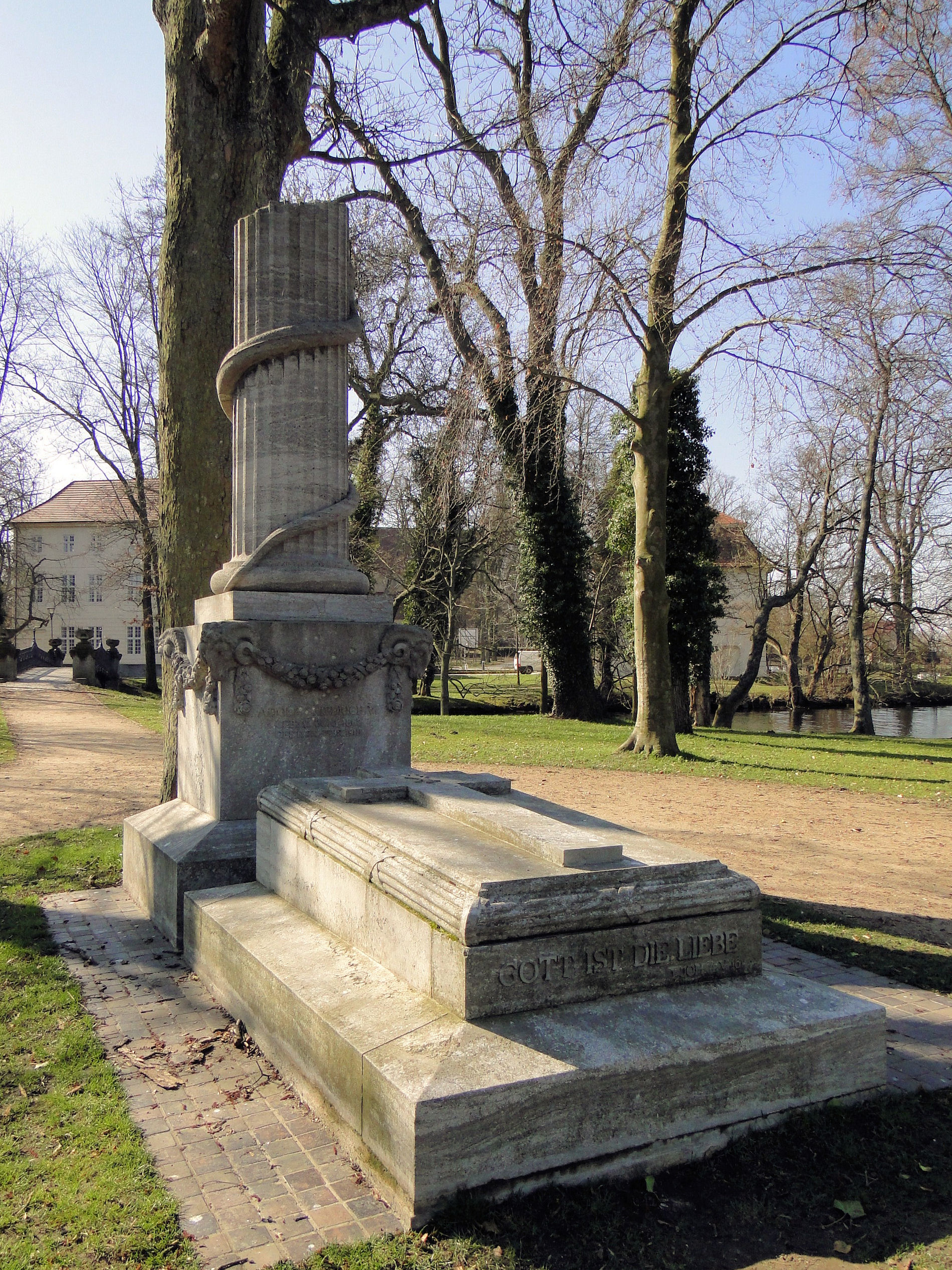
Могила Адольфа Фридриха VI в Мирове

### Смерть
Последний раз великого герцога видели живым 23 февраля. Его тело со смертельным пулевым ранением было обнаружено во второй половине дня 24 февраля 1918 года в Каммер-канале близ Нойштрелица. В протоколе вскрытия трупа временем смерти был указан вечер 23 февраля 1918 года, а причиной смерти — утопление. По заключению окружного врача д-ра Вильды после выстрела великий герцог упал лицом в воду и захлебнулся. Тем не менее, о депрессивном настроении великого герцога в его окружении встречаются лишь единичные упоминания. Точные обстоятельства гибели Адольфа Фридриха не выяснены до настоящего времени и остаются поводом для умозрительных заключений и теорий заговоров, в частности, существует версия о шпионаже великого герцога в пользу Англии.
По завещанию великого герцога Адольфа Фридриха, датированному весной 1917 года и хранящемуся в земельном архиве в Шверине, его следовало похоронить на Дворцовом острове в Мирове. В завещании имеется эскиз надгробия. При выборе этого места погребения не играло роли, что самоубийц в то время хоронили без почестей, поскольку оно было определено ещё до самоубийства. Пасторам было строжайше запрещено принимать участие в таком погребении.

### Престолонаследие
Смерть последнего правителя Стрелица повергла дом Мекленбург-Стрелица в экзистенциальный кризис наследования. Младший брат Адольфа Фридриха Карл Борвин погиб на дуэли ещё в 1909 году. Единственный возможный наследник по династийным законам мекленбургской династии, герцог Карл Михаил, внук великого герцога Георга, служил в Русской императорской армии и находился в скитаниях во время гражданской войны в России. Ещё в 1914 году с разрешения Адольфа Фридриха он принял российское гражданство и объявил об отказе от претензий на престол в Мекленбург-Стрелице. Был ещё один родственник мужского пола, племянник Карла Михаила — Георг (1899—1963). Его отец, брат Карла Михаила Георг Александр (1859—1909), ещё при заключении брака в 1890 году передал великому герцогу Фридриху Вильгельму отказ от стрелицкого престола от своего имени и от имени своих наследников, оставив за собой лишь право агнатического регентства. Поэтому великий герцог Мекленбург-Шверина Фридрих Франц IV выступал правителем Мекленбург-Стрелица до ликвидации монархии. Решение о престолонаследии в Стрелице потеряло предметность из-за исхода революции 1918 года, которая ликвидировала монархию и в Мекленбурге. Формальный отказ Карла Михаила от претензий на престол в январе 1919 года являлся лишь внутрисемейным делом и не имел политического значения. Тем не менее, с учётом конституционных и имущественных последствий в 1926 году состоялось судебное разбирательство между двумя свободными мекленбургскими государствами в Государственной судебной палате Германской империи.
Адольф Фридрих оставил состояние, оценивавшееся в 30 млн марок, второму сыну Фридриха Франца IV, своему крестнику Кристиану Людвигу, на условии, что будет принято династическое соглашение о том, что тот станет великим герцогом Мекленбург-Стрелица и переедет в Нойштрелиц. В противном случае его наследство уменьшалось до 3 млн марок. Это желание великого герцога противоречило действовавшим в то время династийным законам, которые на случай угасания стрелицкой линии предусматривали переход её владений в Мекленбурге Мекленбург-Шверину и тем самым воссоединение страны. Пришла ли бы мекленбургская семья к консенсусу в этой ситуации при других обстоятельствах и были ли бы эти положения ратифицированы мекленбургским парламентом, остаётся только гадать. В 1934 году имевшая право на престолонаследие линия дома Мекленбург-Стрелиц угасла со смертью герцога Карла Михаила. Сегодня потомки семьи носят титул «герцог Мекленбурга».